# Хузин, Рустем Агзамович
Русте́м Агза́мович Ху́зин (род. 30 января 1972, Казань) — советский и российский футболист; тренер. Выступал на позиции защитника.

## Карьера игрока
С 1988 года играл за казанский «Рубин» в первенствах страны. По ходу сезона 1993 года перешёл в волгоградский «Ротор», но до конца сезона был отдан обратно в аренду в казанский клуб. В том же году в составе студенческой сборной России, составленной на базе игроков «КАМАЗа», принял участие в футбольном турнире летней Универсиады в Буффало (США).
С 1994 года стал выступать за «Ротор». Играл за волгоградский клуб в гостевом матче Кубка УЕФА 1994/95 против «Нанта» (0:3). Ушёл из клуба после того, как новый тренер Виктор Прокопенко перестал ставить его в состав. Уехал во вторую лигу, в димитровградскую «Ладу».
В 2000 году подписал контракт с «Амкаром» и сразу стал основным левым защитником команды, заменив Станислава Красулина, который играл на этой позиции на протяжении 5 лет. Через год Рустем стал капитаном команды вместо Константина Парамонова. В том же сезоне 2001 года Хузин был назван лучшим футболистом Пермской области.
Всего за пять сезонов, проведённых в Перми, Хузин стал одной из легенд клуба и вошёл в число лидеров по проведённым играм за «Амкар».
В 2005 году вернулся в «Рубин». 19 августа 2006 года на 7-й минуте матча 16-го тура чемпионата дублёров «Ростов» — «Рубин» Хузин получил тяжёлую травму — перелом ноги. До конца сезона защитник не смог восстановиться и принял решение завершить карьеру.
Как игрок был жёстким и неуступчивым. Всегда боролся до конца, во многом благодаря этому был капитаном почти во всех командах, в которых играл.

## Карьера тренера
После окончания карьеры игрока поступил в Высшую школу тренеров и получил тренерскую лицензию категории А. В то же время был одним из тренеров дублирующего состава казанского клуба. 10 сентября 2007 года был назначен главным тренером команды «Рубин-2» вместо Олега Нечаева. В одном из первых матчей под руководством Хузина «Рубин-2» смог обыграть на выезде лидера дивизиона ульяновскую «Волгу» 1:0. За оставшееся время до конца сезона команда с новым тренером набрала 7 очков против 2 с предыдущим. «Рубин-2» занял последнее место в турнирной таблице зоны Урал/Поволжье второго дивизиона, однако профессионального статуса не лишился. В следующем сезоне команда выступила намного увереннее, заняв 9 место.

### «Амкар»
21 января 2009 года назначен главным тренером молодёжной команды «Амкара» вместе с бывшим партнёром по пермскому клубу Константином Парамоновым. В первом сезоне заново собранная команда заняла 8 место в Молодёжном первенстве России по футболу. За основной состав в том году дебютировали Алексей Померко, Давид Дзахов, Михаил Макагонов, Вадим Гаглоев.
Следующий сезон сложился для «Амкара»-молодёжного более удачно: команда точечно укрепилась, сыгралась и в итоге выиграла серебряные медали турнира. В основе в том году дебютировали Андрей Секретов и Александр Коломейцев, который сходу стал ключевым игроком «Амкара».
14 января 2011 года был назначен старшим тренером первой команды, однако менее чем через месяц был заменён на Горана Алексича. Сам Хузин отметил, что это произошло по причине того, что они с Рашидом Рахимовым не сошлись характерами.
В сезоне 2011/12 из молодёжного в основной состав команды перекочевала целая группа игроков: Илья Михалёв, Михаил Смирнов, Александр Субботин, Евгений Тюкалов, Сергей Гаращенков, Артур Рябокобыленко, Брайан Идову. В связи с этим молодёжка заняла лишь 8 место в 2011 году и 5 в «Группе B» 2012 года.
11 июня 2012 года вместо ушедшего в «Ростов» Миодрага Божовича Рустем был назначен исполняющим обязанности главного тренера «Амкара». Через 2 недели, во время первого учебно-тренировочного сбора, президент клуба Геннадий Шилов объявил, что Хузин остаётся старшим тренером команды. Из-за отсутствия у Хузина лицензии PRO главным тренером был назначен подполковник украинской армии в запасе Николай Трубачёв. В январе 2013, благодаря зачислению на курс обучения на лицензию PRO, Хузин получил право быть главным тренером команд Премьер-лиги. С 17 января 2013 стал главным тренером «Амкара». 14 июня 2013 года отправлен в отставку.

## Достижения

### Как игрок
«Амкар»
- Победитель первого дивизиона первенства России 2003
- Лучший футболист Пермской области: 2001
- Третий Лучший футболист Пермской области (2): 2002, 2003

«Ротор»
- Финалист Кубка России (1): 1994/95

«Лада» (Димитровград)
- Победитель зоны «Центр» второго дивизиона России: 1996

«Рубин» (Казань)
- Победитель зоны «Центр» второго дивизиона России: 1997

### Как тренер
- Победитель зоны «Урал-Поволжье» Первенства ПФЛ: 2015/16
- Серебряный призёр Первенства молодёжных команд: 2010.

## Статистика выступлений

### Как игрок
| Клуб                | Сезон            | Лига | Лига | Кубки | Кубки | Итого | Итого |
| Клуб                | Сезон            | Игры | Голы | Игры  | Голы  | Игры  | Голы  |
| ------------------- | ---------------- | ---- | ---- | ----- | ----- | ----- | ----- |
| Рубин               | 1988             | 1    | 0    | 0     | 0     | 1     | 0     |
| Рубин               | 1989             | 34   | 0    | -     | -     | 34    | 0     |
| Рубин               | 1990             | 30   | 0    | -     | -     | 30    | 0     |
| Рубин               | 1991             | 35   | 2    | -     | -     | 35    | 2     |
| Рубин               | 1992             | 32   | 0    | 0     | 0     | 32    | 0     |
| Рубин               | 1993             | 31   | 6    | 0     | 0     | 31    | 6     |
| Рубин               | Итого            | 163  | 8    | 0     | 0     | 163   | 8     |
| Ротор               | 1994             | 15   | 0    | 1     | 0     | 16    | 0     |
| Ротор-д             | 1994             | 4    | 1    | -     | -     | 4     | 1     |
| Лада (Димитровград) | 1995             | 25   | 0    | 3     | 0     | 28    | 0     |
| Лада (Димитровград) | 1996             | 38   | 0    | 4     | 0     | 42    | 0     |
| Лада (Димитровград) | Итого            | 63   | 0    | 7     | 0     | 70    | 0     |
| Рубин               | 1997             | 40   | 0    | 3     | 0     | 43    | 0     |
| Рубин               | 1998             | 37   | 0    | 2     | 0     | 39    | 0     |
| Рубин               | 1999             | 31   | 1    | 1     | 0     | 32    | 0     |
| Рубин               | Итого            | 108  | 1    | 6     | 0     | 114   | 1     |
| Амкар               | 2000             | 34   | 0    | 4     | 0     | 38    | 0     |
| Амкар               | 2001             | 26   | 0    | 4     | 0     | 30    | 0     |
| Амкар               | 2002             | 31   | 0    | 1     | 0     | 32    | 0     |
| Амкар               | 2003             | 39   | 0    | 2     | 0     | 41    | 0     |
| Амкар               | 2004             | 22   | 0    | 1     | 0     | 23    | 0     |
| Амкар               | Итого            | 152  | 0    | 12    | 0     | 164   | 0     |
| Рубин               | 2005             | 7    | 0    | 1     | 0     | 8     | 0     |
| Рубин               | 2006             | 0    | 0    | 1     | 0     | 1     | 0     |
| Рубин               | Итого            | 7    | 0    | 2     | 0     | 9     | 0     |
| Всего за карьеру    | Всего за карьеру | 512  | 10   | 28    | 0     | 540   | 10    |

## Личная жизнь
Супруга — Рамиля Закизянова (Хузина) — футболистка клуба «Казань».